# Kilifi
Kilifi és una ciutat de la província de la costa, a Kenya. Té una platja anomenada Bofa. La ciutat té una població de 30.394 habitants (cens del 1999). A banda de la platja, la ciutat també és molt coneguda per les ruïnes de Mnarani.

## Història
Kilifi fou un soldanat independent fundat al final del segle xiv, vers 1389. El soldà va rebre un ambaixador otomà (el general Amir Ali, que havia anat a Mombasa) el 1586 i, el 1589, es va unir als otomans contra els portuguesos. La destrucció de Kilifi, el 1592, es va produir per la guerra amb Malindi, que ja durava feia anys; Malindi i elements locals descontents, aliats als portuguesos, van destruir el soldanat. Aquest incloïa la població actual, i les de Kioni, Kitoba i Mnarani. Després del 1592, el soldanat va desaparèixer, però les poblacions van ser reconstruïdes i van subsistir uns anys més; el 1612, es va retirar a Kilifi el soldà al-Hasan ibn Ahmad de Mombasa, per protestar contra les exaccions del capità portuguès de Mombasa; però durant el segle xvii fou destruïda pels oromo o galles. El 1833, el capità W. Owen la va trobar en ruïnes.
Del soldanat, han quedar importants ruïnes, amb una gran mesquita i diverses tombes, sobretot a Mnarani, la principal de les poblacions. Al cementiri, hi ha 11 inscripcions en naskhi datades del segle xv. La zona fou excavada el 1954 per J. S. Kirleman.